# Stefan Canderyd
Stefan Canderyd, född 13 mars 1952, är en svensk före detta ishockeyspelare. Canderyd spelade för Brynäs IF från 1973 till 1983 och vann elitserien tre gånger. Han avgjorde finalen i det allra första eliserieslutspelet (1975–1976) med mål i sudden death.